# ییس
ییس (به انگلیسی: Peace) یک برند سیگار ایجاد شده در ژاپن است؛ که در حال حاضر توسط تنباکوی ژاپن تولید می‌شود. مالک فعلی این برند تنباکوی ژاپن است. این برند در سال ۱۹۴۶ پایه‌گذاری گردید.